# Tragopa bajulus
Tragopa bajulus är en insektsart som beskrevs av Ernst Friedrich Germar. Tragopa bajulus ingår i släktet Tragopa och familjen hornstritar. Inga underarter finns listade i Catalogue of Life.